# Djoumabos
Djoumabos (en macédonien Џумабос) est un village du sud-est de la Macédoine du Nord, situé dans la municipalité de Doïran. Le village ne comptait aucun habitant en 2002. 